# Христо Ценин
Христо Г. Петров Ценин е български политик от Българския земеделски народен съюз.

## Биография
Роден е в горноджумайското село Мощанец през 1878 година в селско семейство. През 1914 г. става председател на новооснованата горноджумайска околийска земеделска дружба. В периода 19 ноември 1919 година - 8 април 1920 година е кмет на Горна Джумая. През май 1922 година е делегат на XVII конгрес на БЗНС.
Арестуван е от дейци на ВМРО на 8 юни 1923 година, в навечерието на Деветоюнския преврат, и е убит заедно с Петър Трендафилов на пътя за село Покровник.